# Jean Paléologue (frère de Michel VIII)
Pour les articles homonymes, voir Jean Paléologue.
Jean Paléologue (?-1274) est un général byzantin et grand domestique, frère de l'empereur Michel VIII Paléologue. 

## Biographie
Il est le quatrième enfant du grand domestique Andronic Paléologue et de Théodora Ange Paléologue.
Sa première apparition en tant que général intervient en 1258, date à laquelle Michel VIII prend le titre de régent de Jean IV Lascaris au détriment de Georges Muzalon, Jean devenant à la suite de cette prise de pouvoir sebastokrator. En 1258, les territoires européens de l'Empire de Nicée sont menacés par une coalition composée du despote d'Épire Michel II Doukas, du prince d'Achaïe Guillaume II de Villehardouin et du roi de Sicile Manfred Ier.
Jean part alors en direction de Thessalonique pour se préparer à stopper toute attaque menée par cette coalition. Il tente sans succès d'envoyer une ambassade chez chacun de ses adversaires en espérant les faire renoncer à leur projet. Jean Paléologue dirige alors une armée qui défait l'armée du despote d'Épire près de Vodéna, ce qui lui permet de s'emparer d'Ochrida et de Berat.
Les trois alliés se rassemblent alors mais sont vaincus à la fin du mois de juillet 1259 lors de la bataille de Pélagonia, l'armée byzantine étant de nouveau dirigée par Jean Paléologue. Celui-ci profite de sa victoire pour s'enfoncer plus profondément en Thessalie tandis que son général Alexis Strategopoulos prend possession d'Arta, la capitale du despotat d'Épire. Cependant, dès 1260, Michel II Doukas réussit à annuler la plupart de ses pertes consécutives à la défaite de Pélagonia. Face au retour du danger épirote, Jean Paléologue est envoyé à Thessalonique défendre les territoires de l'Empire de Nicée.
En 1264, Jean dirige une armée en Grèce du nord contre les Épirotes. Bien que ses troupes soient principalement constituées de mercenaires, Jean contraint Michel II à traiter avec les Byzantins. Ces derniers récupèrent la souveraineté de Ioannina et Michel II reconnaît la souveraineté de l'empereur Michel VIII. En outre, Nicéphore, le fils de Michel II, doit se marier avec Anne Paléologue, une nièce de Michel VIII.
Après ses succès en Grèce, Jean est envoyé en Asie Mineure pour s'opposer à la pénétration turque en Carie vers 1264. Possessionné dans la région, il réussit à consolider les défenses byzantines dans la vallée du Méandre aux alentours de la ville de Tralles, notamment en versant à ses hommes une solde régulière. Face à cette résistance, les Turcs signent un accord avec les Byzantins qui met en place une paix précaire, remise en cause après le départ de Jean. Celui-ci mène sa dernière campagne en Grèce. Avec son armée, il doit rétablir l'autorité de l'Empire byzantin sur la Grèce méridionale, l'Épire et sur les îles de la mer Égée. Cependant, il est lourdement battu par Jean Ier Doukas, chef de la Thessalie, soutenu par les Francs d'Athènes à Néopatras. Affaibli par la défaite, il se retire en 1274 avant de mourir quelques mois plus tard.